# Perisama vichada
Perisama vichada är en fjärilsart som beskrevs av Druce 1874. Perisama vichada ingår i släktet Perisama och familjen praktfjärilar. Inga underarter finns listade i Catalogue of Life.